# Амитивилски ужас 8: Кућица за лутке
Амитивилски ужас 8: Кућица за лутке (енгл. Amityville Dollhouse) амерички је натприродни хорор филм из 1996. године, режисера Стива Вајта, са Робином Томасом, Аленом Катлером, Ленор Касдорф, Стар Андреф и Лисом Робин Кели у главним улогама. Осми је филм у серијалу Амитивилски ужас, иако није директно повезан са претходним деловима.
Филм је дистрибуиран директно на видео 2. октобра 1996. Добио је негативне оцене критичара, али мало боље од пре|тходног наставка. Ово је последњи наставак у серијалу, који је објављен пре него што је 2005. снимљен истоимени римејк.

## Радња
Нововенчани пар, Бил и Клер Мартин, селе се у нову кућу заједно са Биловом децом, Тодом и Џесиком, и Клериним сином Џимијем. У старој шупи поред куће, Бил проналази кућицу за лутке, која је заправо макета озлоглашене Амитивилске куће. У њој се крије демон који почиње да терорише Билову породицу.

## Улоге
| Глумац          | Улога         |
| --------------- | ------------- |
| Робин Томас     | Бил Мартин    |
| Стар Андреф     | Клер Мартин   |
| Ален Катлер     | Тод Мартин    |
| Рејчел Данкан   | Џесика Мартин |
| Џарет Ленон     | Џими Мартин   |
| Клејтон Мари    | Џимијев отац  |
| Франц Рос       | Тобијас       |
| Ленор Касдорф   | Марла Мартин  |
| Лиса Робин Кели | Дејна         |